# Windpark Kirchberg (Hunsrück)
Der Windpark Kirchberg ist ein Windpark auf dem Gebiet der Verbandsgemeinde Kirchberg im Hunsrück, Rheinland-Pfalz. Der Park entstand von Sommer 2011 bis Februar 2012 auf der Anhöhe „Im Faas“ unweit der Hunsrückhöhenstraße zwischen den Orten Kappel, Wüschheim und Reckershausen.
Betrieben wird der Windpark von der Cerventus Naturenergie GmbH, die ein Joint Venture der 100 % RE IPP GmbH & Co. KG sowie der Energieversorgung Offenbach ist. Bei Inbetriebnahme war der Windpark laut Angaben des Betreibers der leistungsstärkste in Süd-West-Deutschland.
Am 13. Mai 2012 wurde der Windpark im Beisein des rheinland-pfälzischen Ministerpräsidenten Kurt Beck sowie der hessischen Umweltministerin Lucia Puttrich offiziell in Betrieb genommen.

## Geschichte
Die Projektentwicklung des Windparks begann im Jahr 2007, beantragt wurde er 2009. Da sich der Windpark teilweise auf einem ehemaligen Militärgelände befindet, mussten zunächst militärische Altlasten abgeräumt werden. Der eigentliche Baubeginn fand im Sommer 2011 statt. Im Oktober waren bereits die ersten Windkraftanlagen betriebsbereit, die letzte Anlage ging Mitte Februar 2012 ans Netz.

## Technik
Zum Einsatz kommen 23 Windkraftanlagen des Typs Enercon E-82 E2 mit einer Leistung von jeweils 2,3 MW, einem Rotordurchmesser von 82 Metern und einer Nabenhöhe von 138 Metern. Damit ergibt sich eine Gesamthöhe der Anlagen von 179 Metern. Die prognostizierte Jahresstromerzeugung beträgt 125 GWh, was laut EVO dem Jahresstrombedarf von 35.000 Dreipersonenhaushalten entspricht. Der Strom wird über ein eigens für den Windpark errichtetes Umspannwerk nördlich der Stadt Kirchberg, an das auch zwei weitere Windparks in der Umgebung angeschlossen werden, in das Hochspannungsnetz eingespeist.